# Domingos Mourão
Domingos Mourão är en kommun i Brasilien.   Den ligger i delstaten Piauí, i den östra delen av landet, 1 500 km nordost om huvudstaden Brasília. Antalet invånare är 4 264.
Omgivningarna runt Domingos Mourão är huvudsakligen savann. Runt Domingos Mourão är det mycket glesbefolkat, med 4 invånare per kvadratkilometer.